# Głuchołazy
Głuchołazy è un comune urbano-rurale polacco del distretto di Nysa, nel voivodato di Opole.
Ricopre una superficie di 167,98 km² e nel 2006 contava 25 706 abitanti.

## Località
Il comune è formato dall'insieme delle seguenti località:
- Biskupów
- Bodzanów
- Burgrabice
- Charbielin
- Gierałcice
- Głuchołazy
- Jarnołtówek
- Konradów
- Markowice
- Nowy Las
- Nowy Świętów
- Podlesie
- Pokrzywna
- Polski Świętów
- Rudawa
- Sławniowice
- Stary Las
- Sucha Kamienica
- Wilamowice Nyskie